# وايت ريني بلاسينجيم
وايت ريني بلاسينجيم (بالإنجليزية: Wyatt Rainey Blassingame)‏‏ (6 فبراير 1909 في ديموبوليس - 9 يناير 1985 في آنا ماريا) روائي من الولايات المتحدة.

## الجوائز
- ميدالية النجمة البرونزية